# 171-й чернігівський ремонтний завод
171-й черні́гівський ремо́нтний заво́д — державне підприємство військово-промислового комплексу України, яке здійснює діагностику, ремонт й технічне обслуговування спеціальної автомобільної техніки радянського виробництва.

## Історія
Після відновлення незалежності України, завод було перепідпорядковано міністерства оборони України.
В 1990-ті роки завод прийшов до занепаду — з п'яти цехів підприємства залишився один, частина обладнання була здана на металобрухт, заводська котельня була продана.
В 1999 році завод було внесено до переліку підприємств оборонно-промислового комплексу України, звільнених від податку на землю (площа території заводу складала 17,59 га).
На 2000 рік завод входив до переліку підприємств, які мають стратегічне значення для економіки та безпеки України.
Після створення у 2005 році державного концерну «Техвоєнсервіс», завод було включено до його складу.
В 2008 році завод здійснював ремонт:
- авіаційних рухомих агрегатів на шасі ЗІЛ-131 (АПА-50, АПА-80) й Урал-4320 (Урал-АПА-5Д, АПА-100)[1]
- аеродромних вакуумнагнітних машин на шасі КрАЗ-257 (В-68)[1]
- аеродромних багатоцільових кондиціонерів на шасі ЗІЛ-131 (АМК-24/56)[1]
- аварійних гальмівних установок АТУ-2М[1]
- теплової машини ТМ-59МГ[1]
- аеродромних електродвигунів-генераторів АЕМГ-50М й АЕМГ-60/30М[1]
- повітряноінструментальних, вакуумнагнітних, прибиральних машин В-68-250 й В-65М[1]

Економічна криза 2008 року, яка розпочалась в Україні ускладнила ситуацію на підприємстві, розпочалось скорочення чисельності робітників, до початку листопада 2008 року було звільнено 110 робітників заводу.
Після створення в грудні 2010 року державного концерну «Укроборонпром», в 2011 році завод було включено до його складу.
В жовтні 2011 року за результатами перевірки діяльності заводу було встановлено, що в 2009—2010 роках підприємство реалізувало основні фонди приватним підприємствам, фізичним особам-підприємцям й робітникам заводу, однак, отримані кошти за продане майно у розмірі 987 тис. гривень, які повинні були піти на погашення податкового боргу, не були перераховані до бюджету.
22 вересня 2012 року було призначено нового директора заводу, але здача в оренду й продаж підприємства в 2012—2013 рр. продовжувались, що погіршило економічні показники підприємства.

14 січня 2019 був назначений новим директором Мельник Микола Олексійович

### Після 22 лютого 2014
В 2014 році, після початку бойових дій на сході України, завод вперше після 12-річної перерви був залучений до виконання оборонного замовлення з відновлення й ремонту техніки для збройних сил України.
- так, 27 листопада 2014 міністерство оборони України доручило заводу провести капітальний ремонт двох аеродромних рухомих електроагрегатів АПА-5Д на шасі Урал-4320 для в/ч А0215[10]

У травні 2015 року військова прокуратура Чернігівського гарнізону Центрального регіону України затребувала повернути в державну власність три об'єкти нерухомості заводу загальною площею 4,5 тис. м².
14 липня 2015 року завод передав до військ першу одиницю відремонтованої техніки — підйомний кран КС-3572 на шасі КрАЗ-255Б, який пройшов капітальний ремонт. Повідомляється, що міністерство оборони України вже передало на завод ще п'ять армійських вантажівок КрАЗ, які потребують ремонту.
29 вересня 2015 року Вищий господарський суд України заборонив здійснювати відчудження будь-якого майна заводу.
У червні 2016 року міністерство оборони України виділило заводу 3 885 360 гривень на ремонт одного важкого механізованого мосту ТММ-3М. 11 жовтня 2016 року на виставці озброєння «Зброя і безпека-2016», яка проходила в Києві завод представив міст ТММ-3М на шасі КрАЗ-6322. Повідомлялося, що цей демонстраційний зразок інженерної техніки вдало пройшов заводські випробування й повинен бути переданий до одного з інженерних підрозділів збройних сил України.
Окрім виконання оборонного замовлення, в 2016 році завод розпочав ремонт техніки цивільних замовників.
16 листопада 2016 року завод передав до збройних сил України ще одну партію техніки. Директор заводу повідомив, що за три місяці завод відновив, модернізував й передав до війська чотири вантажівки КрАЗ-260, які складають комплект важкого механізованого мосту.
На початку 2017 року директор заводу заявив, що завод освоїв виробництво важкого механізованого мосту (який може бути встановлений на шасі триосної вантажівки КрАЗ).
В червні 2019 року Фонд державного майна України включив до переліку малої приватизації 9 підприємств «Укроборонпрому», серед яких і це підприємство.